# 알리 악바르 벨라야티
알리 악바르 벨라야티(페르시아어: علی‌اکبر ولایتی‎, 1945년 6월 24일 ~ )는 이란의 보수 성향 정치인이자 의사이다. 현재 이란 국정 판단회의 위원이며, 샤히드 베헤슈티 의과대학 명예 교수, 최고지도자의 국제 문제 수석 고문, 이슬람 자유대학교 설립자 위원회 및 이사회 의장을 맡고 있다.
또한 이란 과학문화 명예의 전당 회원, 국정 판단회의 전략연구센터장, 이란 의학과학아카데미 수석 연구원이며, 이슬람 문화혁명 최고위원회 전 위원이기도 하다. 세계 이슬람 각성 총회의 사무총장직도 겸하고 있다.
1981년 12월부터 1997년 8월까지 15년 넘게 외무장관을 역임하였으며, 이는 이란 역사상 최장수 외무장관 재임 기록이다. 그는 미르호세인 무사비 총리, 알리 하메네이 대통령, 악바르 하셰미 라프산자니 대통령 재임기에 외무장관으로 활동하였다.
2013년 이란 대통령 선거에 출마했으나 6명의 후보 가운데 5위에 머물렀고, 총 226만여 표 (6.18%)를 득표하며 낙선하였다.

## 경력
벨라야티는 정부 내 38개의 직위를 보유하고 있는 것으로 알려져 있으며, 가장 많은 공식 직책과 책임을 가진 인물로 알려져 있다. 그는 이란 외무부를 "최고지도자실" 내부에서 운영하며 가장 중요한 결정을 내리는 "마피아"의 핵심 인물 중 하나로 알려져 있다. 그는 2021년 3월, 이란 최고지도자의 국제 문제 고문으로 임명되었다.
1961년, 벨라야티는 세속 정당인 민족전선에 가입했다. 1979년 이란 혁명 이후, 그는 그해 총선에서 자신의 고향 지역구에서 국회의원으로 선출되었다. 그는 또한 1980년 11월부터 1981년 7월까지 마무드 알리 라자이 내각에서 보건부 차관으로 재직했다.
1981년 10월 13일, 대통령 선거에서 알리 하메네이가 승리한 후, 그는 벨라야티를 총리로 의회에 제안했지만, 의회는 10월 22일, 그를 부결시켰다. 하메네이는 이후 미르호세인 무사비를 제안했고, 의회는 이를 승인했다. 1986년 11월, 벨라야티는 이란은 모든 국가들과 외교 관계를 가져야 한다고 주장했다.
무사비 총리 재임 시절, 벨라야티는 외무장관으로 재직했다. 악바르 하셰미 라프산자니가 대통령에 당선된 이후에도 그는 해당 직위를 유지했으며, 라프산자니의 임기가 끝난 1997년까지 외무장관으로 재임했다. 그는 1997년부터 이란 최고지도자의 국제 문제 고문으로 활동하고 있다.